# Папирус Весткар
Папирус Весткар (англ. Westcar Papyrus) — важный документ древнеегипетской литературы. Папирус назван в честь его первых европейских владельцев — членов семьи Весткар. C 1886 года находится в коллекции папирусов египетского музея Берлина (№ 3033). В настоящее время папирус Весткар в интересах сохранности демонстрируется при неярком искусственном освещении. Впервые полная публикация перевода текста папируса была осуществлена немецким египтологом Адольфом Эрманом в 1890 году. Папирус традиционно датируется эпохой гиксосского владычества (ок. XVIII—XVI века до н. э.), описываемые в папирусе события происходили примерно на тысячелетие раньше — в XXVI веке до н. э. Этот факт не позволяет использовать папирус Весткар в качестве полноценного исторического источника, тем более, что по своему содержанию он является сборником легенд и сказок. Встречается датировка папируса XXVI—XX веков до н. э..
Слушателем этих сказок является Хуфу (Хеопс), фараон IV династии и владелец знаменитой Великой пирамиды, которому пять царевичей один за другим (видимо, в порядке старшинства) рассказывают сказки. Кроме этих сказок, отдельная часть повествования рассказывает о богоизбранности первых правителей V династии. Первые переводы папируса на немецкий и английский языки выходили с названиями «Сказки папируса Весткар», «Фараон Хеопс и колдуны» и «Сказки Фараона Хеопса».

## История открытия папируса
В 1823—1824 годах английский искатель приключений Генри Весткар (англ.  Henry Westcar) привёз из Египта папирус. Точные обстоятельства, при которых Генри Весткару достался папирус, неизвестны. Исследователь Верена Леппер, анализируя маршрут Генри Весткара, предположила, что папирус мог попасть к нему из раскопок некрополя у деревни Шейх-Абд-эль-Курна, впрочем, эта информация не подтверждена документально. В 1838—1839 годах папирус попал в руки немецкого египтолога Карла Лепсиуса. По его словам, папирус перешёл к нему от племянницы Генри — Мэри Весткар. Будучи специалистом по иератическому письму, Карл Лепсиус разобрал в папирусе имена фараонов и датировал текст эпохой Древнего царства. Обстоятельства, при которых Карлу Лепсиусу достался папирус, неизвестны. Сам папирус не выставлялся на общее обозрение до смерти Карла Лепсиуса. Это породило подозрения (особенно английских исследователей, которые мечтают вернуть папирус в Англию), что Карл Лепсиус попросту украл папирус.
В 1886 году немецкий египтолог Адольф Эрман приобрёл папирус у сына Карла Лепсиуса и передал его в Берлинский музей. Папирус вызвал больший интерес, в Германии это время было расцветом увлечения египтологией. Отдельные части папируса переводились многими энтузиастами, пока в 1890 году Адольф Эрман не опубликовал первый полный перевод. Вскоре, в этом же году, Адольф Эрман опубликовал работу, посвящённую особенностям языка, на котором написан папирус. Тексты папируса написаны иератическим письмом на Среднеегипетском языке. Датировка папируса в этот период широко варьировалась разными исследователями.

## Исследования материала
Папирус Весткар представляет собой повторную запись на свитках египетского папируса. Во времена Карла Лепсиуса и Адольфа Эрмана всего было два свитка, при неизвестных обстоятельствах один свиток был разделён, и сейчас папирус Весткар представлен в трёх свитках. Текст на свитках организован в 12 столбцах. Сам папирус крупнозернистый, плохой сохранности и очень хрупкий. Первый свиток прошёл реставрацию (точно не известно, когда и кем сделанную), он растянут на куске льна и закреплён между двумя стеклянными панелями. Второй свиток был растянут на деревянной панели и закрыт стеклом. Третий свиток был просто расправлен между стеклянными панелями и приклеен к ним, клей, который при этом использовался, вызвал помутнение и порчу папируса. В результате всех этих реставраций папирус Весткар находится в плохом состоянии, местами папирус отшелушился и части текста осыпались. Начало и конец истории, записанной на папирусе, утеряны.
Текст на папирусе нанесён чёрными чернилами, в составе которых присутствуют оксиды металлов и органика. Безупречная каллиграфия является свидетельством высокого профессионализма автора или переписчика.

## Содержание
В первой части папируса, начало которого потеряно, сохранился конец какой-то сказки, рассказываемой сыном фараона (возможно Джедефра), повествовавшей о временах фараона III династии Джосера. Похоже, текст повествует о каких-то чудесах, совершённых жрецом фараона Джосера.
История Джосера сохранилась в единственном предложении, а имя главного героя (предположительно Имхотепа) утеряно.
Затем идёт сказка, рассказанная царевичем Хафра (Хефрен), из времён фараона III династии Небка. Главный херихеб фараона Убаинер прознал, что жена изменила ему с простолюдином из Мемфиса. Он изготовил куклу воскового крокодила и приказал слуге сторожить в саду, ожидая когда простолюдин будет пробираться через пруд в сад на очередное свидание. Дождавшись простолюдина, слуга бросил вслед ему воскового крокодила, который, как только коснулся воды, превратился в настоящего и утащил простолюдина на дно пруда. Убаинер представил эту историю на суд фараона, жрец повелел крокодилу принести бездыханное тело простолюдина к фараону. Фараон выслушал историю, удивился страшному, но послушному крокодилу. Убаинер взял крокодила, который стал в его руках снова восковым. Фараон повелел крокодилу съесть простолюдина, а жену Убаинера приказал сжечь и бросить пепел в воду.
Третью сказку о царе Снофру рассказывает царевич Бауфра. Фараон заскучал, и главный херихеб Джаджаеманх предложил фараону взять 20 красавиц, которые покатают фараона на корабле по озеру. Женщины оделись в сети вместо одежд, и они гребли на корабле, катая фараона вдоль озера. У одной из женщин растрепались волосы, и украшавшая причёску бирюзовая заколка в виде рыбки упала в воду. Фараон предложил заменить украшение, но женщина отказалась, сказав, что ей дорога её рыбка. Фараон позвал Джаджаеманха, тот сказал заклинание, воды озера разделились пополам и сложились одна половина на другую (как складывается открытая книга), и рыбку-украшение достали. Джаджаеманх произнёс другое заклинание, и воды озера вернулись.
Следующую сказку рассказывает царевич Джедефра (в других прочтениях — Дедефхор, Хардедеф). Этот царевич объявляет Хуфу, что всё, что до сих пор слышал фараон, относилось к минувшим временам, а вот он, Джедефхор знает живого колдуна Джеди, который может воочию показать царю настоящие чудеса. Заинтересованный царь приказывает своему сыну Джедефхору лично доставить колдуна Джеди ко дворцу, что тот и выполняет. Царь выражает Джеди удивление, что до сих пор о нём ничего не слыхал, и спрашивает Джеди действительно ли правда, что последний умеет воссоединить с телом отрезанную голову. Получив утвердительный ответ от Джеди, Хуфу приказывает привести для демонстрации этого опыта заключённого, но Джеди отказывается показывать свои фокусы на человеке и просит для опыта животное. Ему приносят гуся, и на нём Джеди показывает своё умение, воссоединив отрезанную голову гуся с туловищем и оживив гуся. Затем Джеди демонстрирует свой опыт ещё два раза: на какой-то птице и на быке.
Убедивший в могуществе Джеди, Хуфу задаёт ему вопрос о том, действительно ли он знает число Iˁp.t Тота. Это же самое Iˁp.t встречается дважды в том месте сказки, где царевич Джедефхор повествует отцу о достоинствах колдуна Джеди: последний, по словам царевича, знает число Iˁp.t. Далее сказка поясняет, что Хуфу давно искал это Iˁp.t Тота, желая сделать для своей пирамиды нечто подобное. Значение слова Iˁp.t вызвало разногласия. Его на основе палеографических данных установил египтолог Алан Гардинер, как «комната», «помещение», и значение это принято Большим берлинским словарём.
Разговор Хуфу и Джеди относительно Iˁp.t сводится к тому, что царь выражает желание узнать, что Джеди знает об Iˁp.t. Колдун отвечает, что число Iˁp.t ему неизвестно, но он знает, где имеются данные об Iˁp.t — в каменном ящике в архиве в Гелиополе. Царь осведомляется у колдуна о том, кто доставит ему эти сведения. "Сказал его величество: «кто принесёт мне это». Сказал Джеди: «старший из трёх детей, которые во чреве Реджедет, принесёт тебе это». Сказал величество: «но я хочу, чтобы ты сказал, кто это, Реджедет». Сказал Джеди : «жена это жреца Ра, владыки Сахебу (город не идентифицирован, по-видимому, находился в Дельте, недалеко от Гелиополя). Беременна она тремя детьми от Ра, владыки Сахебу. Сказал он ей, что они будут облечены в этот превосходный сан во всей этой стране и старший из них будет верховным жрецом, в Гелиополе». И огорчилось сердце его величества из-за этого. Сказал Джеди: «что это с сердцем царя, да будет он жив, невредим и здрав, владыки моего. Случилось ли (это) из-за этих трёх детей; сказал я: будет твой сын, его сын, один из них» (то есть успокоил фараона, объяснив, что после его смерти пройдёт ещё два поколения, прежде чем они воцарятся). Сказал его величество: «когда она родит, Реджедет». «Она родит в 15-й день первого месяца зимы». Общий смысл ответа Хуфу заключается в том, что он лично собирается посетить храм Ра в Сахебу, причём он в непонятном контексте говорит что-то об отмели канала Летополя, на что Джеди отвечает, что он сделает так, что на отмели канала Летополя будет уровень воды высотой в 4 локтя. Царь повелевает поселить колдуна в доме царевича Джедефхора и щедро обеспечить его.
Далее папирус излагает обстоятельства, при которых осуществилось предсказание Джеди. Реджедет, жена Раусера, жреца бога Ра в Сахебу, почувствовала приближение родов. Тогда сам Ра приказывает четырём богиням — Исиде, Нефтиде, Хекат и Месхенет — и богу Хнуму оказать Реджедет содействие при родах. Богини под видом танцовщиц, сопровождаемых слугой, направляются к дому Реджедет. На пороге их встречает муж Реджедет, Раусер, и спрашивает их, не могут ли они оказать содействие его жене при родах. Богини-танцовщицы отвечают утвердительно, и Раусер проводит их к Реджедет. Последняя в присутствии богинь рождает трёх мальчиков, причём богиня Месхенит предсказывает судьбу каждого из них одной и той же фразой: «царь, который будет царствовать во всей этой стране». Для облегчения роженицы Исида каждый раз произносила заклинание, содержавшее имя младенца. Из этих заклинаний видно, что новорождённые носили следующие имена: Усеркаф, Сахура и Кеку. Внешний вид родившихся мальчиков был необычен: члены их тел были покрыты золотом, и на головах их был головной убор из ляпис-лазури. Закончив свои акушерские обязанности, богини поздравили жреца Раусера с рождением трёх детей, а Раусер в виде вознаграждения за их труды дал им зерна, которое и было нагружено на бога Хнума, выполнявшего обязанности слуги при богинях-танцовщицах. После того как они покинули дом жреца, богини по инициативе Исиды решили сделать подарок новорождённым и изготовили для них царские короны, которые и спрятали в зерне. Затем они вызвали дождь и под предлогом вернулись в дом Реджедет и попросили сохранить на время их зерно, а сами ушли, пообещав на обратном пути зайти за своим зерном. Через некоторое время служанка Реджедет сообщила своей госпоже, что из помещения, где хранится зерно, раздаются звуки музыки и пения, которыми восхваляют царей. Вскоре после этого между Реджедет и её служанкой возникла ссора, и госпожа избила свою служанку. Последняя решила отомстить и донести царю Хуфу, что Реджедет родила трёх царей. Однако служанке не удалось выполнить свой замысел: она встретилась с братом своим и рассказала ему, куда она направляется. Рассказ служанки так возмутил её брата, что он сильно ударил её. Последняя пошла зачерпнуть воды рукой и в этот момент была утащена крокодилом. Её брат направился к Реджедет и застал её в большой тревоге — она боялась доноса служанки, но брат последней успокоил госпожу, рассказав Реджедет об участи служанки.
На этом папирус Весткар обрывается.

## Анализ текста и интерпретации
Папирус Весткар представляет чрезвычайный интерес для египтологов и историков как самый старый источник для таких сложных повествований. Имя автора — неизвестно. Работы Мириам Лихтхейм и Верены Леппер посвящены особенностям изложения и скрытым аллегориям. Обе исследовательницы полагают, что в первой утерянной истории речь идёт о чудесах, совершённых Имхотепом.

### Стилистика и грамматическая категории изложения
Вторая и третья истории изложены в таинственной, цветастой манере, свойственной древнеегипетской литературе. Автор пытался передать изложение в форме старых, фантастических преданий. Герои повествований говорят высокопарно и ведут себя очень церемонно. Три первые истории изложены в прошедшем времени, при упоминании трёх фараонов используется почтенная приставка (maa´-cheru), характерная в Древнем Египте для умерших фараонов. Интересно, что для всех трёх фараонов в тексте используется личностное имя, данное при рождении, что совсем не обычно для времени создания папируса. Обычно для умерших фараонов использовалось хорово имя (см. Титул фараона), для фараонов-современников использовалось личное имя. Фараон Хуфу в четвёртой истории (где он представлен как главный герой) зовётся по имени, данному при рождении, что характерно для современников. Принцы Усеркаф, Сахура и Кеку тоже зовутся личными именами. Верена Леппер объясняет это особенностями изложения во время написания, по которому автор из всех сил старался показать, что принцы — будущие фараоны, были живы на момент повествования, но уже умерли на момент написания. По этой причине Верена Леппер сомневается, что текст написан, основываясь на историях Древнего царства.
Четвёртая и пятая истории изложены в настоящем времени. Стиль их изложения меняется с архаично-высокопарного на более современный. Такой стиль соответствует переходу от формы «давным-давно» к «недавно». Сам стиль указывает на то, что Джедефра не хочет слышать былые истории, которые не кажутся правдоподобными, и возникает рассказ про современника Джеди. Последний сюжет четвёртой истории, где Джеди пророчествует фараону Хуфу, излагается сначала в будущем времени, после чего переводится обратно в настоящее время уже до конца повествования.

### Описания фараонов
Современные исследователи находят в тексте историй в описании фараонов Небка, Снофру и Хуфу скрытые аллегории и многозначности. Во второй истории фараон Небка играет главную роль. Он представлен справедливым, суровым судьёй, стоящим на страже морали. Неверная жена и прелюбодей наказаны. Мириям Лихтейм и Верены Леппер отмечают, что такой образ строгого, справедливого фараона отвечает чаяниям его подданных.
В третьей истории автор папируса позволил себе критиковать фараона Снофру. Фараон представлен депрессирующим, фаталистом, преклоняющимся перед магией, слабым, не способным погасить простой конфликт подданных без помощи мага. Леппер считает такую форму проявлением сатиры. Но вся критика фараона показана в очень осторожной манере — литературный труд должен был быть доступен широким слоям населения, и автор просто должен был быть лоялен к государственной власти.
В четвёртой истории выделить характер фараона Хуфу не просто. С одной стороны, он представлен жёстким самодержцем, не задумываясь отдать жизнь заключённого в подтверждении трюков мага. С другой стороны, он показан разумным, соглашающимся заменить человека на животных, и щедрым — он широко одаривает мага Джеди. Ранние египтологи (времён Адольф Эрман) оценивали фараона Хуфу как бессердечного и кощунственного тирана. Похоже, на них непроизвольно давили оценки, данные фараонам древнегреческими историками Геродотом и Диодором. Мириям Лихтейм и Верены Леппер считают, что автор папируса старался представить фараона Хуфу сложным, многогранным и таинственным (мистичным) персонажем.
Последняя история повествует о женщине Реджедет и предстоящих родах тройни. Бог Ра приказывает богиням помочь с родами — три мальчика должны основать новую династию фараонов. Мириям Лихтейм и Верена Леппер утверждают, что мораль истории в правосудии и наказании предательства. Леппер читает, что сказка навеяна историей с супругой фараона Хенткаус I, которая жила и, возможно, правила в конце IV династии. Хенткаус I долгие годы считалась в египтологии матерью двух фараонов — Усеркафа и Сахура. История со служанкой является демонстрацией моральных аспектов верности и предательства. Исследователями отмечается и счастливый конец истории.

### Законченность историй папируса
Со времён первых исследователей продолжаются споры — закончены ли истории папируса, или они попросту оборваны. Поначалу считалось, что папирус просто обрывается после рассказа, как крокодил съел служанку в пятой истории. Современные исследователи (особенно Лихтейм) склоняются к мысли, что такое окончание является логической концовкой, крокодил является логическим исполнителем наказания, и такое окончание оставляет место для дальнейших историй.

### Влияние папируса на последующие древнеегипетские сказки
Верена Леппер и Мириям Лихтейм утверждают, что сказки папируса Весткар вдохновили последующих авторов на создание похожих историй в таком же жанре. В подтверждение этого они указывают на поздние истории про магов, демонстрирующих своё мастерство перед фараонами. В качестве примеров приводятся папирусы англ. pAthen и Пророчество Неферти . Сюжеты новелл в этих папирусах повторяют сюжеты сказок папируса Весткар. Папирус англ. pBerlin 3023 с новеллой «о красноречивом крестьянине», датируемый гораздо позже времени написания папируса Весткар, содержит прямую аллегорию на мага Джеди с его умением оживлять существа с отрезаной головой. Этот же папирус содержит фразу (не спать до рассвета) точь в точь повторяющую текст папируса Весткар.
В Пророчестве Неферти, как и в папирусе Весткар, фараон обращается к своему охраннику как мой брат; в обеих историях фараон (один и тот же — Снофру) представлен как простой и даже простодушный правитель. Папирус англ. pAthen содержит фразу «…или этот мудрец, который может по своей воле заставить воды реки повернуть вспять», которая, очевидно, отсылает читателя к историям магов Джеди и Джаджаеманху.
Папирусы англ. pAthen, англ. pBerlin 3023 и Пророчество Неферти используют ту же манеру построения фраз, и просто полны аллегориями и отсылками к историям папируса Весткар. Верена Леппер и Мириям Лихтейм отмечают, что Джеди, Джаджаеманх и Убаинер были героями египетских текстов на протяжении длительного времени.

### Истории папируса и сюжеты из Ветхого Завета
Начиная с Адольфа Эрмана учёные отмечают пересечение историй папируса Весткар с историями Ветхого Завета — исходом евреев из Египта под предводительством Моисея (см. Пятикнижие, Книга Исход). Много работ посвящено анализам историй десяти казней египетских, переходу евреев через «Чермное море» в свете сюжетов папируса Весткар. Отмечаются пересечение историй как Моисей ударил посохом по морю и оно раздвинулось — с третьей сказкой папируса про жреца Джаджаеманха, после заклинания которого воды озера разделились и сложились пополам; легенда о рождении Моисея пересекается с четвёртой сказкой про роды Реджедет; Моисей в своей магической силе перекликается с магами Убаинером, Джаджаеманом и Джеди и т. д. Такие публикации с анализом текстов продолжаются до наших дней.

### Папирус Весткар и история циркового искусства
Трюк с мнимым обезглавливанием и приращением отрубленной головы существовал в репертуаре иллюзионистов в течение тысячелетий, с незапамятных времён иллюзионисты демонстрировали отсечение головы и факирские трюки. Сходство фокусов с волшебными сказками может объясняться как тем, что в сказках описывались фокусы, так и тем, что мотивы сказок вдохновляли творческие поиски фокусников. Возможно имело место и то, и другое. Этот вопрос требует самостоятельного исследования.
В папирусе Весткар упоминается выступление фокусника и дрессировщика Джеди перед фараоном Хуфу. Джеди умеет «прирастить отрезанную голову, заставить льва следовать за собою без пут». В Средневековье фокус с мнимым обезглавливанием приобрёл христианскую тематику и начал называться «отсечением головы Иоанна», иллюзионисты стали «обезглавливать» человека. Впервые этот трюк объяснён в книге Стокса «Разоблачение колдовства» 1584 года. Фокус с обезглавливанием был в репертуаре иллюзионистов Филадельфуса Филадельфии (1735—1795 гг.), Джованни Бартоломео Боско (1793—1863 гг.), Йожефа Ванека (1818—1899 гг.), Джона Невиля Маскелайна (1839—1917 гг.), Роберта Ленца (1849—1911 гг.) и др.
Таким образом, папирус Весткар представляет ценность для истории циркового искусства.

### на русском языке
- Фараон Хуфу и чародеи / пер. И. С. Кацнельсона и Ф. Л. Мендельсона. — Сказки, повести, поучения древнего Египта. — М., 1958. — С. 59—75.
- пер. И. С. Кацнельсона. Сказки папируса Весткар // Краткие сообщения Института народов Азии (АН СССР). — 1962. — № 46. — С. 104—130.
- Сказки сыновей фараона Хуфу. Повесть Петеисе III. / пер. М. А. Коростовцева. — Древнеегипетская проза. — М., 1978. — С. 21-37.
- Царь Хеопс и волшебники / пер. И. Г. Лившица. — Сказки и повести Древнего Египта (Сказки древнего Египта). — Л. (М.), 1979 (2005). — С. 60-77.
- Кацнельсон И. С. Папирус Весткар и библейское сказание о Моисее // Палестинский сборник. — М.—Л., 1965. — Вып. 13 (76). — С. 38—46.
- Францев Ю. П. Древнеегипетские сказки о верховных жрецах // Советский фольклор. — 1936. — Вып. 2-3. — С. 159—231.